# سعد فرحان
سعد فرحان عبيد هادي (1966) صحفي وشاعر كويتي. ولد في الجهراء، تخرّج بقسم الحاسب الآلي في كلية العلوم في جامعة الكويت. عمل محرّرًا ثقافيًا في جريدة السياسة الكويتية ومجلّة الغدير ذات الاهتمام الأدبي الشعبي.

## سيرته
ولد سعد فرحان عبيد هادي في الجهراء سنة 1966. حصل على شهادة الثانوية العامة، وقد درس في جامعة الكويت كلية العلوم قسم الحاسب الآلي، وتخرج في 1992.

عمل محررًا ثقافيًا في جريدة السياسة، ومجلة الغدير المهتمة بالأدب الشعبي، وسبق أن عمل محررًا ثقافيًا في جريدة الفجر الجديد وجريدة الوطن.

قام بتقديم دراسات ومراجعات في شكل أعمال صحافية مطولة لعدد من الروايات والكتب من الأدب العالمي. حصل على عدد من الجوائز الأدبية في الشعر والقصة القصيرة ضمن مسابقات إدارة النشاط الفني والثقافي بجامعة الكويت.